# Mesogona inornata
Mesogona inornata är en fjärilsart som beskrevs av Popescu-gorj och Draghia 1966. Mesogona inornata ingår i släktet Mesogona och familjen nattflyn. Inga underarter finns listade i Catalogue of Life.